# دنیا رو خر کن
دنیا رو خر کن (به فرانسوی: Trompe le Monde) چهارمین آلبوم استودیویی پیکسیز، گروه آلترنیتیو راک آمریکایی است که در سال ۱۹۹۱ و توسط یک ناشر مستقل به نام ۴ای‌دی در بریتانیا و توسط ناشری به نام الکترا رکوردز در ایالات متحده منتشر شد. برخلاف آلبوم قبلی گروه که متأثر از موسیقی سارف بود، این آلبوم بازگشتی به صدای اصلی گروه بود که در آثار اولیه آنها وجود داشت. این آلبوم در جدول بیلبورد ۲۰۰ رتبه ۹۲ را کسب کرد.